# Етер (физика)
Вижте пояснителната страница за други значения на Етер.
Светлинен етер (на английски: Luminiferous aether) е историческа хипотетична преносна среда от края на XIX век, която уж изпълва междузвездното пространство и в която се е предполагало, че се разпространява светлината (откъдето и светлинен).
Хипотезата за етера възниква поради необходимостта да се обясни разпространението на светлината в междузвездното пространство, тъй като вълновият ѝ характер предполага наличието на преносна среда. Вместо вакуум, привържениците на тази хипотеза смятат, че пространството е изпълнено с тази всепроникваща среда, чиито трептения се проявяват чрез електромагнитните вълни, каквато е и светлината. Хипотезата е оспорвана още в края на XIX век, макар и тогава да липсват алтернативни физически теории.
За проверка на хипотезата са поставени редица експерименти, от които най-известен е този на Майкелсън-Морли (1887). Резултатите от него показват, че етер не съществува. Следващи експерименти, провеждани многократно до 20-те години на XX век, потвърждават това и дават начало на усилена теоретична работа, за да се обясни природата и механизмът на разпространение на светлината. Един от големите пробиви в тази област е теорията на относителността. Тя обяснява защо експериментът е дал нулев резултат и че не е необходима преносна среда за електромагнитните вълни. Опитът на Майкелсън-Морли заедно с хипотезата за абсолютно черно тяло и фотоелектричният ефект са ключови етапи в развитието на модерната физика в която основна роля играят теорията на относителността и квантовата теория (последната обяснява природата на светлината като частица).
В контекста на изобретяването на радиото приблизително по същото време „етер“ или „ефир“ (рус.), се отнася до предполагаемата среда на разпространение на радиовълните. Свързва се основно с предаванията по радиото и телевизията – „предаването е в ефир“, „в българския ефир“.

## Предистория
През XIX век Джеймс Кларк Максуел открива знаменитите си уравнения, които имат просто решение под формата на бягащи вълни. Освен това, от това решение следва, че скоростта на светлината трябва да е постоянна величина. Това поставя два основни въпроса:
- Ако светлината е вълна, то каква е средата, в която се разпространява. Дотогава всички познати вълни са били наблюдавани в някаква среда. Не е била ясна и двойствената природа на светлината.

- Ако скоростта на светлината е константа, то спрямо каква координатна система тя е константа. През XIX век не е била позната и Теорията на относителността, която казва, че скоростта на светлината е постоянна във всички координатни системи.

## Експерименти
Опитът на Майкелсън-Морли показва противоречие в теорията на етера: според този опит, етерът на земната повърхност е в покой, което противоречи на опитите за обяснение за аберацията на светлината поради движението на Земята спрямо световния етер.
Опитът на Майкелсън-Морли показва това противоречие, над чието обяснение се трудят най-вече Лоренц и Анри Поанкаре, чиито трудове предшестват написването през 1905, от Айнщайн, на знаменитата статия За електродинамиката на движещите се тела, в която е изложена Специалната теория на относителността.